# Vrakelberg
De Vrakelberg is een heuvel in het Heuvelland gelegen tussen Etenaken en Ubachsberg in het zuiden van de Nederlandse provincie Limburg. Ze maakt deel uit van het Plateau van Ubachsberg. Ten zuiden van de Vrakelberg ligt het Droogdal van Colmont.
Op de heuvel lag vroeger de Romeinse villa Ubachsberg.

## Wielrennen
De helling (Kruishoeveweg) is meermaals opgenomen in de wielerklassieker Amstel Gold Race. De klim wordt dan eenmaal bedwongen, als negentiende klim na de Hulsberg en voor de Sibbergrubbe.